# Mekanisk spänning
Spänning är inom mekanik och hållfasthetslära termen för negativt tryck (med SI-enheten pascal).
Ordet spänning kan också syfta på spännkraft, som är den totala kraft som spänner till exempel snören och strängar (med SI-enheten newton).
Inom hållfasthetslära skiljer man på dragspänning (normalspänning) och skjuvspänning. Normalspänning verkar i planets normalriktning medan skjuvspänning verkar längs planet. Krafterna normeras med planets yta, så att dessa spänningar har enheten för tryck. Vanligtvis betecknas dragspänning med den grekiska bokstaven sigma, så att man skriver:
{\displaystyle \sigma ={\frac {F}{A}},}
där F betecknar kraften och A betecknar arean. 
I en dragprovkurva kan man se sambandet mellan spänning och töjning för ett material. Särskilt viktigt är det att veta hur stora spänningar ett material tål, det vill säga brottspänning och spänningen där elastisk deformation övergår i plastisk deformation (sträckgräns). 